# Jeux de la Commission de la jeunesse et des sports de l'océan Indien 2016
Navigation
Jeux 2014
Les Jeux de la Commission de la jeunesse et des sports de l'océan Indien 2016, dixième édition des Jeux de la Commission de la jeunesse et des sports de l'océan Indien, ont eu lieu du 30 juillet au 5 août 2016 à Madagascar.

## Nations participantes
- La Réunion
- Mayotte
- Djibouti
- Madagascar
- Comores
- Maurice
- Seychelles

## Disciplines
- Athlétisme
- Football féminin à 7
- Handball masculin
- Judo
- Tennis de table